# Alice Marie Johnson
Alice Marie Johnson (Misisipi, 30 de mayo de 1955) es una activista y expresa federal estadounidense.
Johnson es una activista social defensora de la reforma de la justicia penal estadounidense. En junio de 2018, después de cumplir 21 años de prisión, fue liberada de la Institución Correccional Federal en Aliceville, luego de que el presidente Donald Trump conmutó su sentencia.

## Biografía
Madre de 5 hijos, abuela y bisabuela. Apresada en 1996 y liberada en 2018 a los 63 años. Luego de ser liberada, Johnson trabajó para la marca de Kim Kardashian.

## Sentencia
Fue condenada en 1996 por su participación en una organización de tráfico de cocaína de Memphis, fue el primero que cometía y se le condenó a cadena perpetua. Entre los defensores de sus derechos dada la condena de por vida de la acusada estuvieron la empresaria y modelo estadounidense Kim Kardashian, quién emprendió una campaña que la llevó a la Casa Blanca, donde se reunió con el presidente Trump para discutir el asunto. Kardashian decidió incursionar en el ámbito del derecho después de ayudar a salir de la cárcel a Alice Johnson.
El 28 de agosto de 2020, un día después de que Johnson hablara en la Convención Nacional Republicana de 2020, el presidente de Estados Unidos Donald Trump le concedió un indulto total.